# 哈氏彩蝠
哈氏彩蝠（学名：Kerivoula hardwickii），又名哈氏长毛蝙蝠，为蝙蝠科彩蝠属的动物。分布于中国大陆、印度、印度尼西亚、老挝、马来西亚、缅甸、菲律宾、斯里兰卡和泰国。在中国大陆，分布于广西、福建、四川等地，主要生活于热带和亚热带森林（树洞以及岩洞）。该物种的模式产地在印度尼西亚爪哇。

## 亚种
- 哈氏彩蝠华南亚种（学名：Kerivoula hardwickii depressa），Miller于1906年命名。在中国大陆，分布于广西、福建、四川等地。该物种的模式产地在缅甸。[3]

## 习性
印尼婆罗洲的哈氏彩蝠能够在当地莱佛士猪笼草（Nepenthes rafflesiana）的捕虫囊中部居住，其粪便提供给猪笼草养分。